# Cimitero monumentale di Marino
Il cimitero comunale monumentale di Marino è il cimitero del comune di Marino, nella città metropolitana di Roma Capitale, nel Lazio. Costruito alla metà dell'Ottocento ed ancora in funzione, serve attualmente anche l'ex-frazione di Ciampino, autonoma dal 1974, oltre alle frazioni marinesi di Castelluccia, Cava dei Selci, Due Santi, Fontana Sala, Frattocchie e Santa Maria delle Mole.

## Storia
Prima della costruzione del cimitero, i morti venivano inumati nella cripta della basilica di San Barnaba fin dalla sua apertura al culto, avvenuta nel 1662. In precedenza, è verosimile che i corpi dei defunti fossero accolti nei locali sotterranei delle due antiche parrocchie del castello: in particolare, sotto la chiesa sconsacrata di Santa Lucia è stata di recente rinvenuta una cisterna d'acqua romana adibita al culto cristiano in età medioevale.
Probabilmente le frequenti epidemie di colera sviluppatesi a Roma e dintorni tra gli anni trenta e sessanta dell'Ottocento spinsero le autorità cittadine a spostare il cimitero in un luogo esterno all'abitato, come già stava avvenendo in molti centri vicini: ad Ariccia già dal 1780, ad Albano Laziale dal 1821.
Il primo perimetro del cimitero, un quadrato di 111 metri per 111 della superficie di circa 12.300 metri quadrati, fu inaugurato assieme alla chiesa cimiteriale neo-classica nel 1870, alla presenza del cardinale vescovo della diocesi suburbicaria di Albano Camillo Di Pietro, dei canonici regolari della basilica di San Barnaba e delle autorità municipali. Non si conosce il giorno dell'inaugurazione, ma fu sicuramente prima della presa di Roma da parte dell'esercito italiano del 20 settembre di quell'anno, poiché la lapide sulla porta della chiesa ricorda ossequiosamente papa Pio IX nel suo venticinquesimo anno di pontificato (dato che fu eletto in giugno, il periodo potrebbe essere quello delle ricorrenze per l'elezione).
Lentamente le famiglie benestanti della città iniziarono a comprare i lotti ed a costruire cappelle e tombe monumentali lungo i viali. La grande varietà di stili, dal neogotico al romanico al neoclassico, dà una certa aria di eclettismo al complesso.
Durante la seconda guerra mondiale, domenica 28 maggio 1944 il cimitero di Marino è colpito dall'artiglieria anglo-americana attestata nei dintorni di Anzio e Nettuno, dopo lo sbarco di Anzio. Quelli furono i giorni di massimo sforzo bellico nel tentativo di sfondare l'estrema linea difensiva tedesca, la "linea Caesar", sforzi che culminarono con la liberazione di Roma del 4 giugno di quello stesso anno.
Nel settembre 1954 il Consiglio comunale stanziò 390.000 lire per il restauro della chiesa del cimitero. Negli anni seguenti furono effettuati ampliamenti del perimetro del cimitero per un totale di circa 20.000 metri quadrati. Il 2 novembre 2008, alla presenza del vescovo della diocesi suburbicaria di Albano Marcello Semeraro, dei parroci e dell'amministrazione comunale si è tenuta l'inaugurazione delle rinnovate stazioni della Via Crucis all'interno del cimitero, dipinte su pannelli da artisti locali.
Nel 2009 sono iniziate le procedure per la costruzione di un nuovo cimitero comunale nel territorio circoscrizionale di Castelluccia-Due Santi-Fontana Sala-Frattocchie, per far fronte alla crescita demografica delle frazioni marinesi. La spesa prevista si aggira sui 24 milioni di euro.
Nel 2013 è stato interamente girato nel cimitero il video musicale di Simone Cristicchi (residente infatti ai Castelli Romani) "La prima volta (che sono morto)", canzone presentata al Festival di Sanremo 2013.